# Sri Lanka i olympiska sommarspelen 2008
Sri Lanka i olympiska sommarspelen 2008 bestod av 8 idrottare som blivit uttagna av Sri Lankas olympiska kommitté.

## Badminton
- Huvudartikel: Badminton vid olympiska sommarspelen 2008

- Damer

| Namn               | Gren   | 32-delsfinal                                  | 16-delsfinal     | 8-delsfinal      | Kvartsfinal      | Semifinal        | Final            | Final            |
| Namn               | Gren   | Resultat                                      | Resultat         | Resultat         | Resultat         | Resultat         | Resultat         | Plats            |
| ------------------ | ------ | --------------------------------------------- | ---------------- | ---------------- | ---------------- | ---------------- | ---------------- | ---------------- |
| Thilini Jayasinghe | Singel | Nguyen Nhung Le Ngoc (VIE) (Lost) 13-21 16-21 | Gick inte vidare | Gick inte vidare | Gick inte vidare | Gick inte vidare | Gick inte vidare | Gick inte vidare |

## Boxning
- Huvudartikel: Boxning vid olympiska sommarspelen 2008

| Anurudha Rathnayake | Flugvikt | Vieira (BRA) Förlorade 3-13 | Gick inte vidare | Gick inte vidare | Gick inte vidare | Gick inte vidare | Gick inte vidare | Gick inte vidare |

## Friidrott
- Huvudartikel: Friidrott vid olympiska sommarspelen 2008

Förkortningar
- Noteringar – Placeringarna avser endast löparens eget heat
- Q = Kvalificerad till nästa omgång
- q = Kvalificerade sig till nästa omgång som den snabbaste idrottaren eller, i fältgrenarna, via placering utan att uppnå kvalgränsen.
- NR = Nationellt rekord
- N/A = Omgången ingick inte i grenen
- Bye = Idrottaren behövde inte delta i denna omgång

Damer
Bana & landsväg
| Idrottare             | Gren  | Heat     | Heat      | Kvartsfinal | Kvartsfinal | Semifinal | Semifinal | Final            | Final            |
| Idrottare             | Gren  | Resultat | Placering | Resultat    | Placering   | Resultat  | Placering | Resultat         | Placering        |
| --------------------- | ----- | -------- | --------- | ----------- | ----------- | --------- | --------- | ---------------- | ---------------- |
| Susanthika Jayasinghe | 200 m | 23.04    | 2 Q       | 22.94       | 3 Q         | 22.98     | 7         | Gick inte vidare | Gick inte vidare |

Fältgrenar
| Idrottare       | Gren          | Kval  | Kval      | Final            | Final            |
| Idrottare       | Gren          | Längd | Placering | Längd            | Placering        |
| --------------- | ------------- | ----- | --------- | ---------------- | ---------------- |
| Nadeeka Lakmali | Spjutkastning | 54.28 | 43        | Gick inte vidare | Gick inte vidare |

## Simning
- Huvudartikel: Simning vid olympiska sommarspelen 2008

## Skytte
- Huvudartikel: Skytte vid olympiska sommarspelen 2008

## Tyngdlyftning
- Huvudartikel: Tyngdlyftning vid olympiska sommarspelen 2008